# أندريا أريغيني
أندريا أريغيني (بالإيطالية: Andrea Arrighini) (6 يونيو 1990 ببيزا في إيطاليا - ) هو لاعب كرة قدم إيطالي في مركز الهجوم. لعب مع نادي أفيلينو ونادي بيزا وسيتا دي بونتيديرا وكوسينزا كالشيو ونادي لوميتساني وGSD Rosignano Sei Rose ‏.

## وصلات خارجية
- أندريا أريغيني على موقع قاعدة بيانات كرة القدم.إي يو (الإنجليزية)
- أندريا أريغيني على موقع Soccerway.com (الإنجليزية)
- أندريا أريغيني على موقع عالم كرة القدم.نت (الإنجليزية)